# Quatzenheim
Quatzenheim (prononcé [kvat͡sənajm]) est une commune française située dans la circonscription administrative du Bas-Rhin et, depuis le 1er janvier 2021, dans le territoire de la Collectivité européenne d'Alsace, en région Grand Est.
Cette commune se trouve dans la région historique et culturelle d'Alsace.

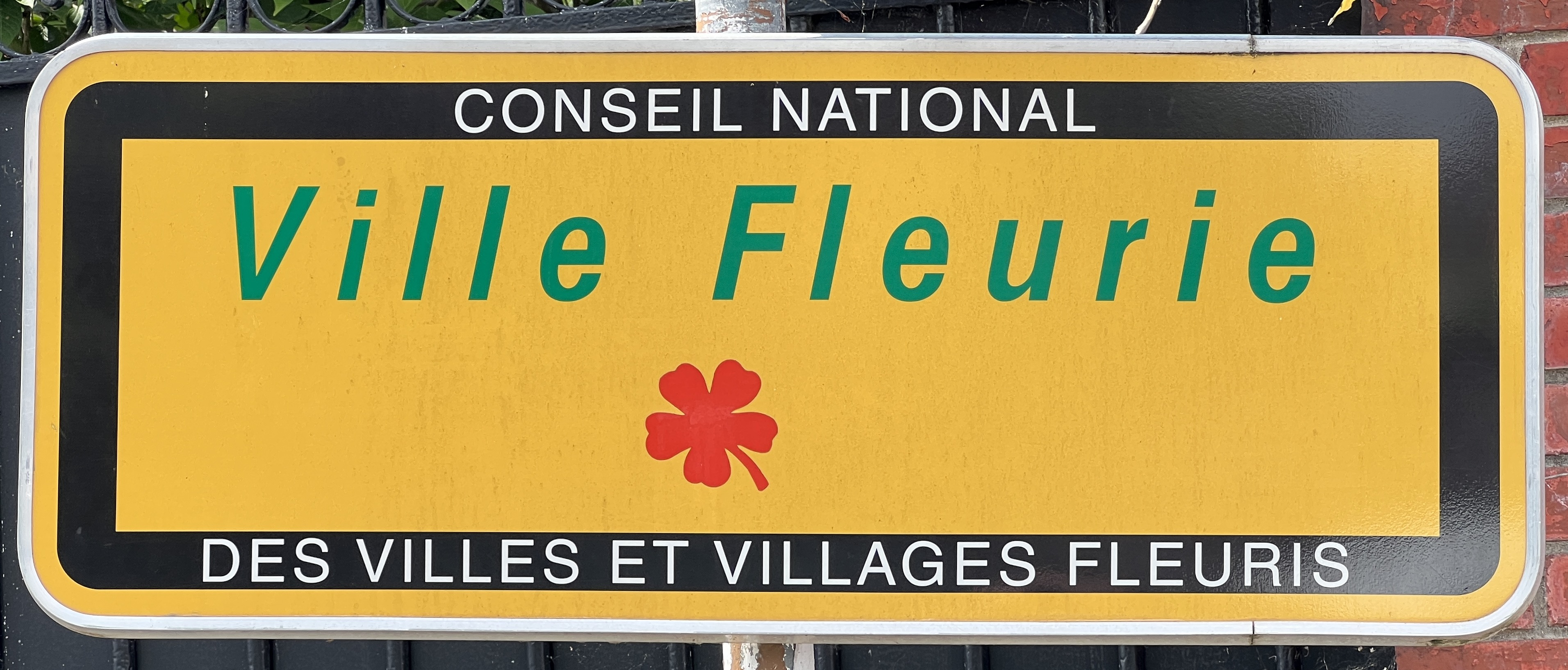
La récompense "Ville Fleurie", également connue sous le nom de "Villes et Villages fleuris, anciennement appelée concours, a été créée en 1959 en France pour promouvoir le fleurissement, l'environnement de vie et les espaces verts.

## Histoire

### Héraldique
| Blason de Quatzenheim | Blason  | De sable au léopard lionné d'argent, lampassé de gueules, couronné d'or. |
| Blason de Quatzenheim | Détails |                                                                          |

## Géographie
Cette commune est traversée par une ancienne voie romaine allant de Strasbourg à Saverne, aujourd'hui nommée « route des Romains ».

### Hydrographie
La commune est dans le bassin versant du Rhin au sein du bassin Rhin-Meuse. Elle est drainée par la Souffel et le ruisseau de Musau,.
La Souffel, d'une longueur de 25 km, prend sa source dans la commune de Kuttolsheim et se jette  dans l'Ill à Strasbourg, après avoir traversé 18 communes. 

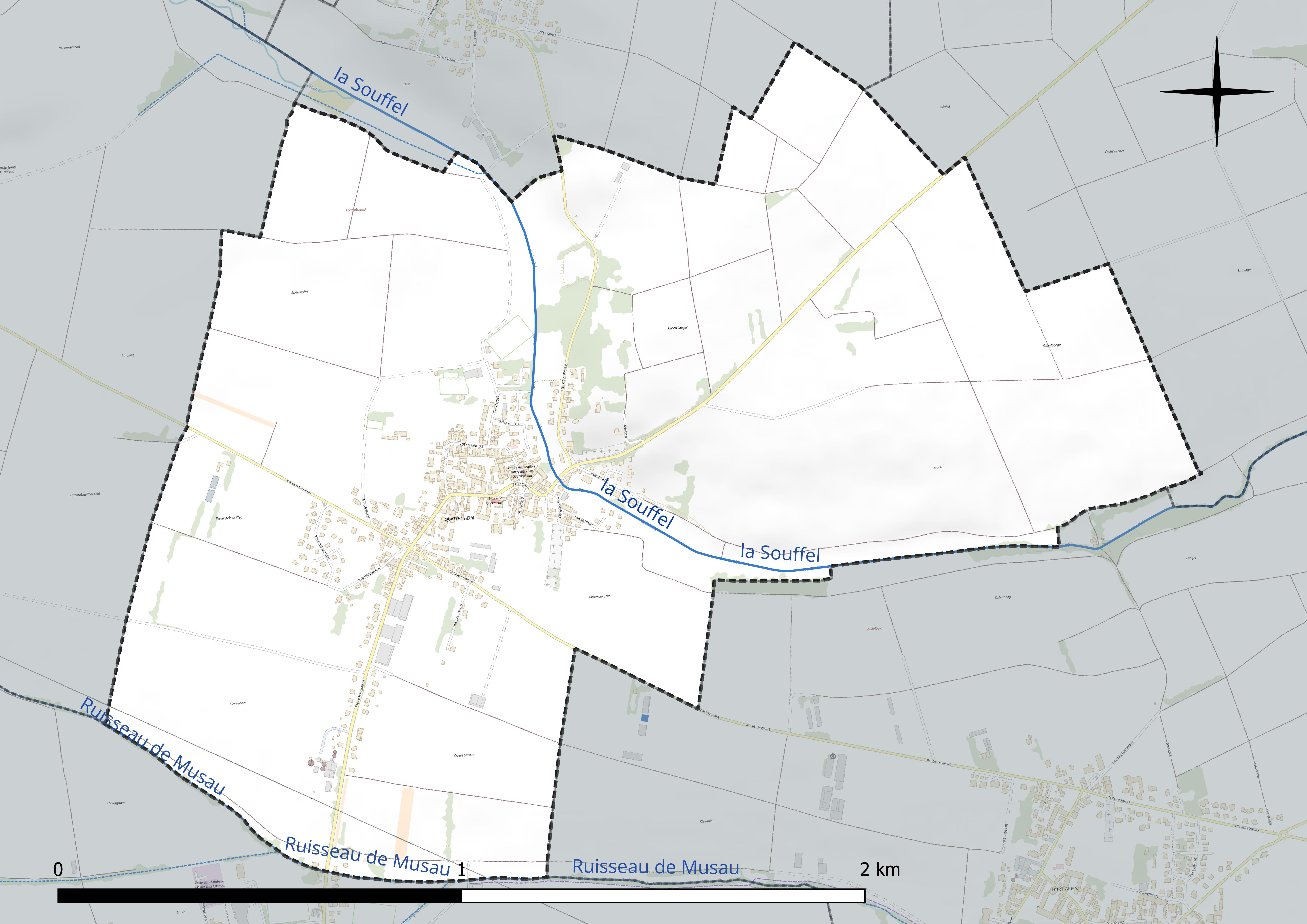
Réseau hydrographique de Quatzenheim.

Le ruisseau de Musau, d'une longueur de 13 km, prend sa source dans la commune de Fessenheim-le-Bas et se jette  dans le Souffel à Dingsheim, après avoir traversé dix communes. 

### Climat
Pour des articles plus généraux, voir Climat du Grand Est et Climat du Bas-Rhin.
En 2010, le climat de la commune est de type climat des marges montargnardes, selon une étude du Centre national de la recherche scientifique s'appuyant sur une série de données couvrant la période 1971-2000. En 2020, Météo-France publie une typologie des climats de la France métropolitaine dans laquelle la commune est exposée à un climat semi-continental et est dans une zone de transition entre les régions climatiques « Vosges » et « Alsace ». 
Pour la période 1971-2000, la température annuelle moyenne est de 10,6 °C, avec une amplitude thermique annuelle de 17,6 °C. Le cumul annuel moyen de précipitations est de 639 mm, avec 7,8 jours de précipitations en janvier et 9,9 jours en juillet. Pour la période 1991-2020, la température moyenne annuelle observée sur la station météorologique de Météo-France la plus proche, « Strasbourg-Entzheim », sur la commune d'Entzheim à 11 km à vol d'oiseau, est de 11,4 °C et le cumul annuel moyen de précipitations est de 635,7 mm. 
La température maximale relevée sur cette station est de 38,9 °C, atteinte le 25 juillet 2019 ; la température minimale est de −23,6 °C, atteinte le 23 janvier 1942,,. 
Les paramètres climatiques de la commune ont été estimés pour le milieu du siècle (2041-2070) selon différents scénarios d'émission de gaz à effet de serre à partir des nouvelles projections climatiques de référence DRIAS-2020. Ils sont consultables sur un site dédié publié par Météo-France en novembre 2022.

## Urbanisme

### Typologie
Au 1er janvier 2024, Quatzenheim est catégorisée bourg rural, selon la nouvelle grille communale de densité à sept niveaux définie par l'Insee en 2022.
Elle appartient à l'unité urbaine de Furdenheim, une agglomération intra-départementale regroupant deux  communes, dont elle est une commune de la banlieue,,. Par ailleurs la commune fait partie de l'aire d'attraction de Strasbourg (partie française), dont elle est une commune de la couronne,. Cette aire, qui regroupe 268 communes, est catégorisée dans les aires de 700 000 habitants ou plus (hors Paris),.

### Occupation des sols
L'occupation des sols de la commune, telle qu'elle ressort de la base de données européenne d’occupation biophysique des sols Corine Land Cover (CLC), est marquée par l'importance des territoires agricoles (86,1 % en 2018), en diminution par rapport à 1990 (90,6 %). La répartition détaillée en 2018 est la suivante :  terres arables (86,1 %), zones urbanisées (13,9 %). L'évolution de l’occupation des sols de la commune et de ses infrastructures peut être observée sur les différentes représentations cartographiques du territoire : la carte de Cassini (XVIIIe siècle), la carte d'état-major (1820-1866) et les cartes ou photos aériennes de l'IGN pour la période actuelle (1950 à aujourd'hui).

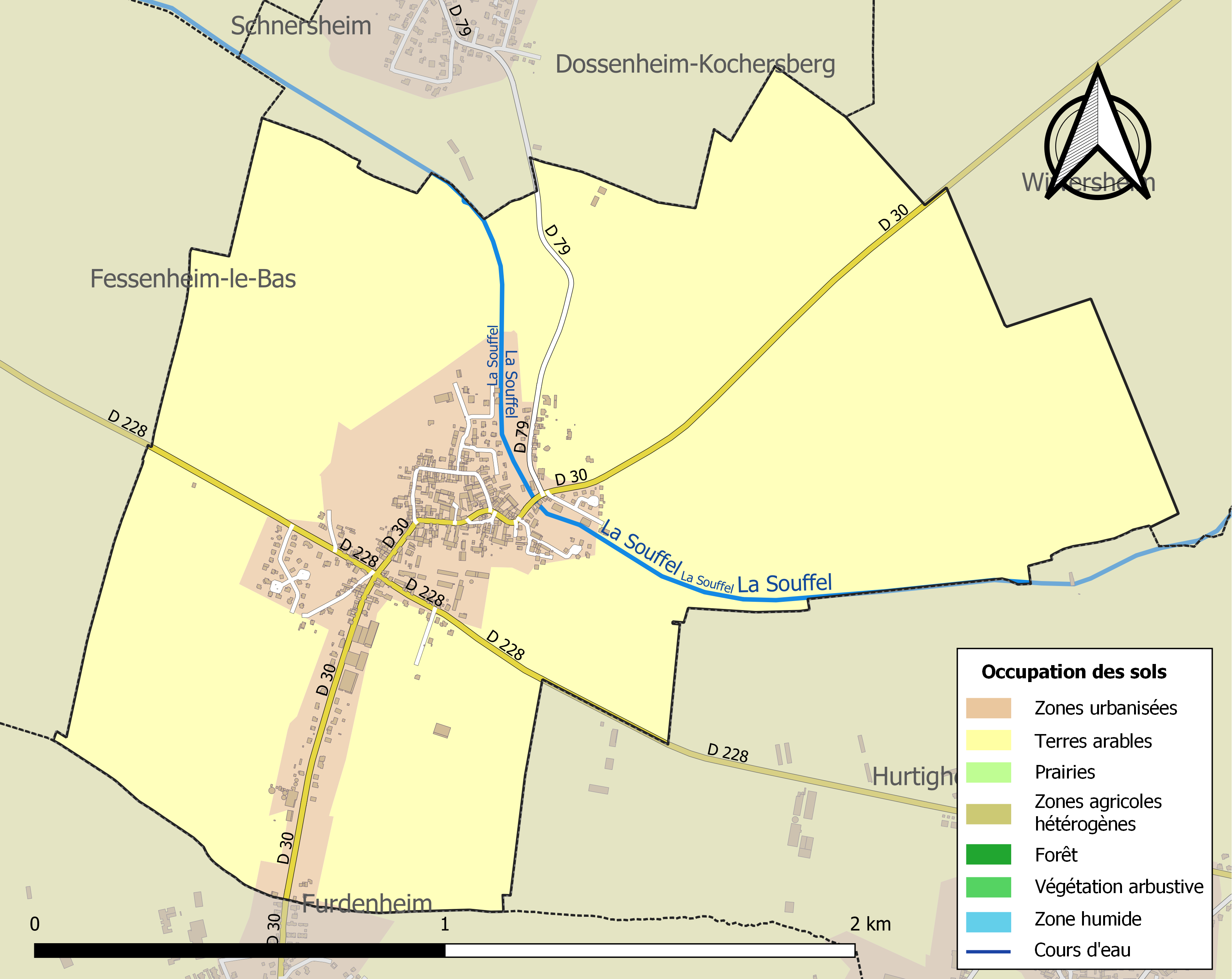
Carte des infrastructures et de l'occupation des sols de la commune en 2018 (CLC).

## Politique et administration
| Période                                  | Période      | Identité               | Étiquette | Qualité                                     |
| ---------------------------------------- | ------------ | ---------------------- | --------- | ------------------------------------------- |
| mars 1983                                | mars 1995    | Freddy Kern            |           |                                             |
| mars 2001                                | mars 2008    | Jean-Claude Dartevelle |           |                                             |
| mars 2008                                | juillet 2017 | Sylvain Waserman       | MoDem     | Conseiller régional Élu député en juin 2017 |
| Juillet 2017                             | Juin 2020    | Christian Libert       |           |                                             |
| juin 2020                                | En cours     | Jacky Wagner           | DVG       |                                             |
| Les données manquantes sont à compléter. |              |                        |           |                                             |

## Démographie
L'évolution du nombre d'habitants est connue à travers les recensements de la population effectués dans la commune depuis 1793. Pour les communes de moins de 10 000 habitants, une enquête de recensement portant sur toute la population est réalisée tous les cinq ans, les populations de référence des années intermédiaires étant quant à elles estimées par interpolation ou extrapolation. Pour la commune, le premier recensement exhaustif entrant dans le cadre du nouveau dispositif a été réalisé en 2004.

En 2022, la commune comptait 755 habitants, en évolution de −3,33 % par rapport à 2016 (Bas-Rhin : +3,17 %, France hors Mayotte : +2,11 %).
| 1793 | 1800 | 1806 | 1821 | 1831 | 1836 | 1841 | 1846 | 1851 |
| ---- | ---- | ---- | ---- | ---- | ---- | ---- | ---- | ---- |
| 312  | 289  | 278  | 464  | 420  | 585  | 590  | 636  | 684  |

| 1856 | 1861 | 1866 | 1871 | 1875 | 1880 | 1885 | 1890 | 1895 |
| ---- | ---- | ---- | ---- | ---- | ---- | ---- | ---- | ---- |
| 670  | 715  | 745  | 725  | 704  | 743  | 730  | 710  | 667  |

| 1900 | 1905 | 1910 | 1921 | 1926 | 1931 | 1936 | 1946 | 1954 |
| ---- | ---- | ---- | ---- | ---- | ---- | ---- | ---- | ---- |
| 652  | 672  | 625  | 580  | 573  | 523  | 512  | 530  | 469  |

| 1962 | 1968 | 1975 | 1982 | 1990 | 1999 | 2004 | 2006 | 2009 |
| ---- | ---- | ---- | ---- | ---- | ---- | ---- | ---- | ---- |
| 484  | 467  | 499  | 540  | 557  | 710  | 717  | 750  | 824  |

| 2014 | 2019 | 2022 | - | - | - | - | - | - |
| ---- | ---- | ---- | - | - | - | - | - | - |
| 795  | 782  | 755  | - | - | - | - | - | - |

## Lieux et monuments

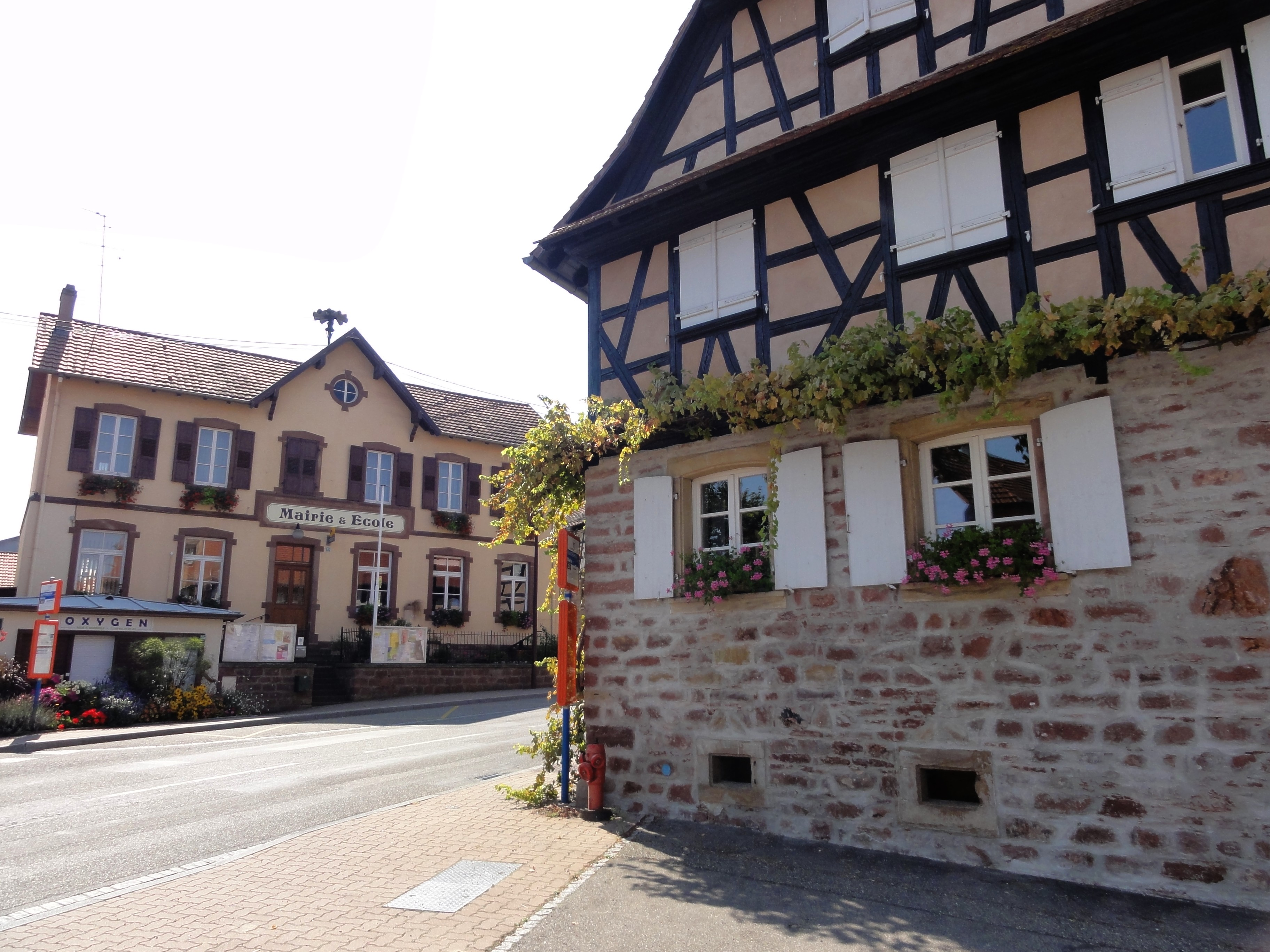
Mairie de Quatzenheim.
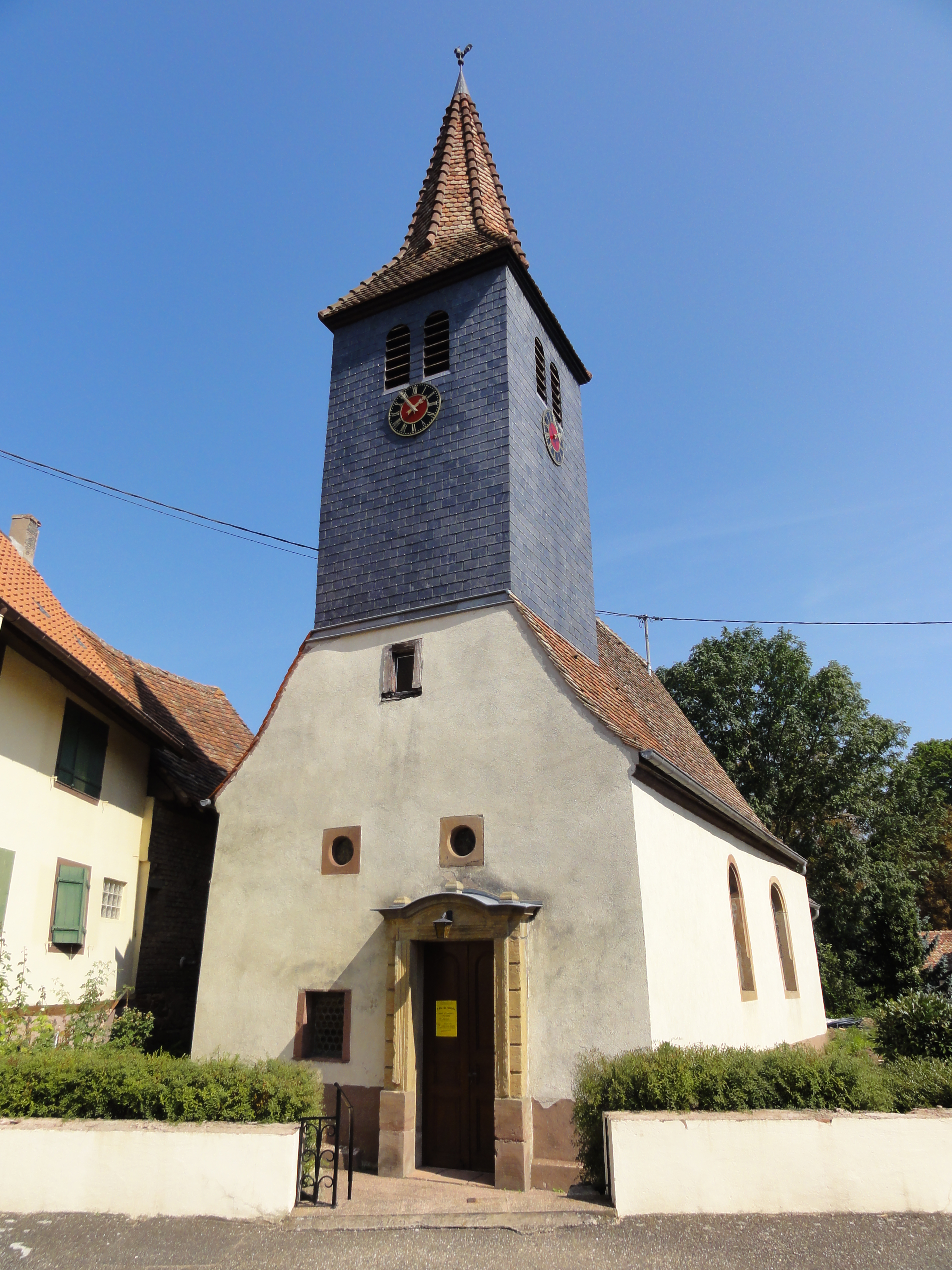
Église protestante (1621-1722).
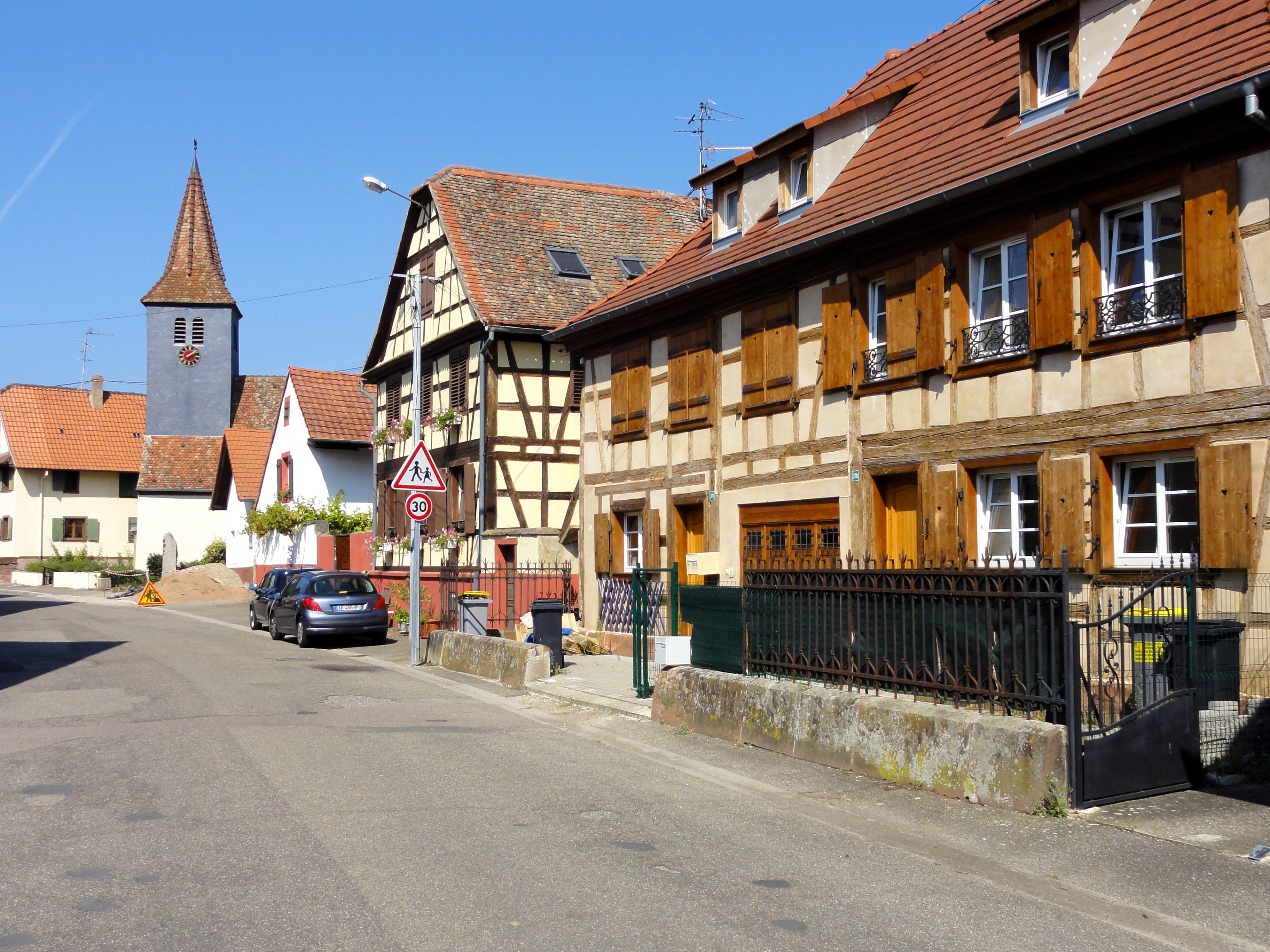
Rue des Seigneurs, ancienne synagogue au 37.

Cimetière juif de Quatzenheim.
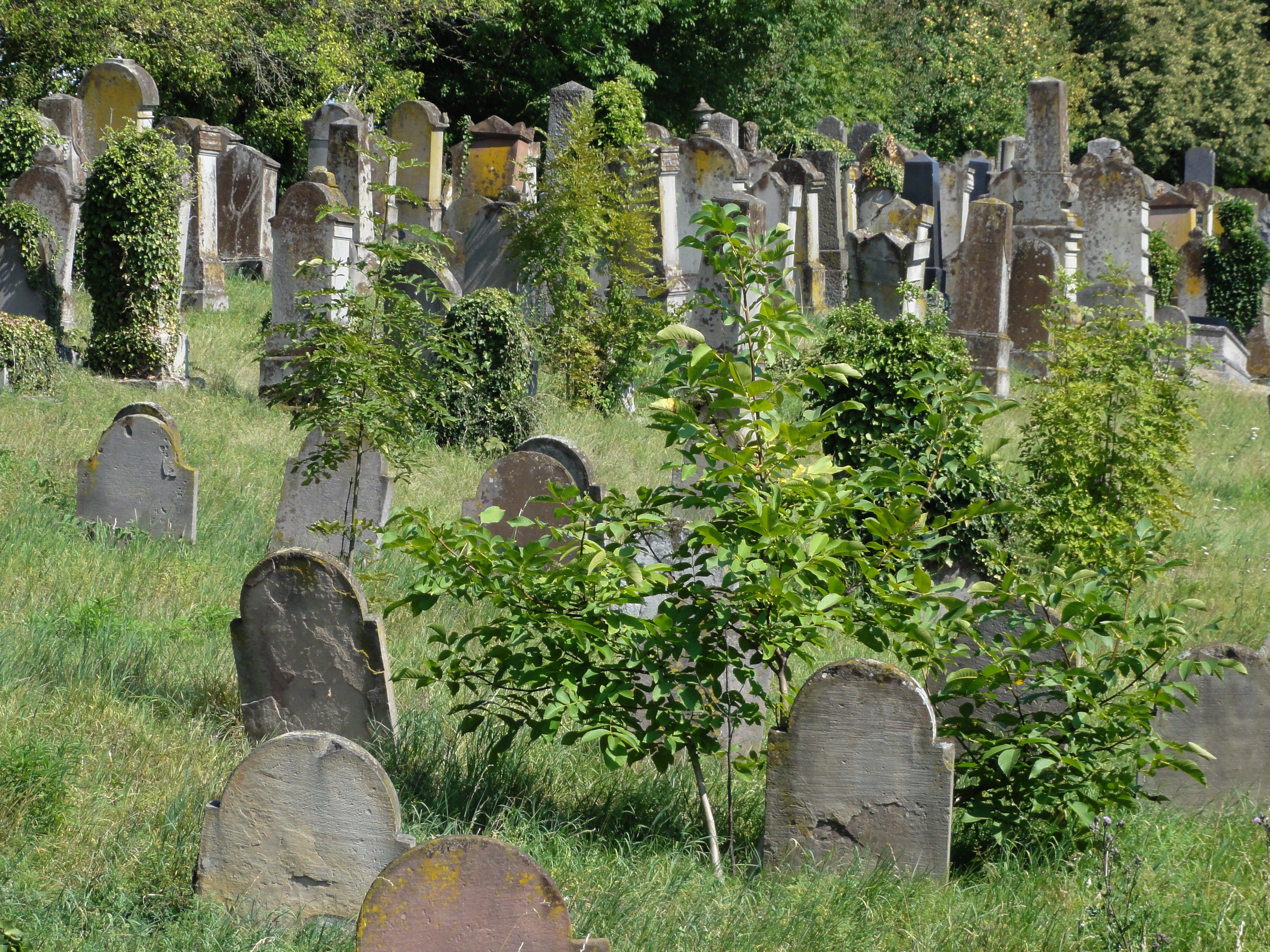
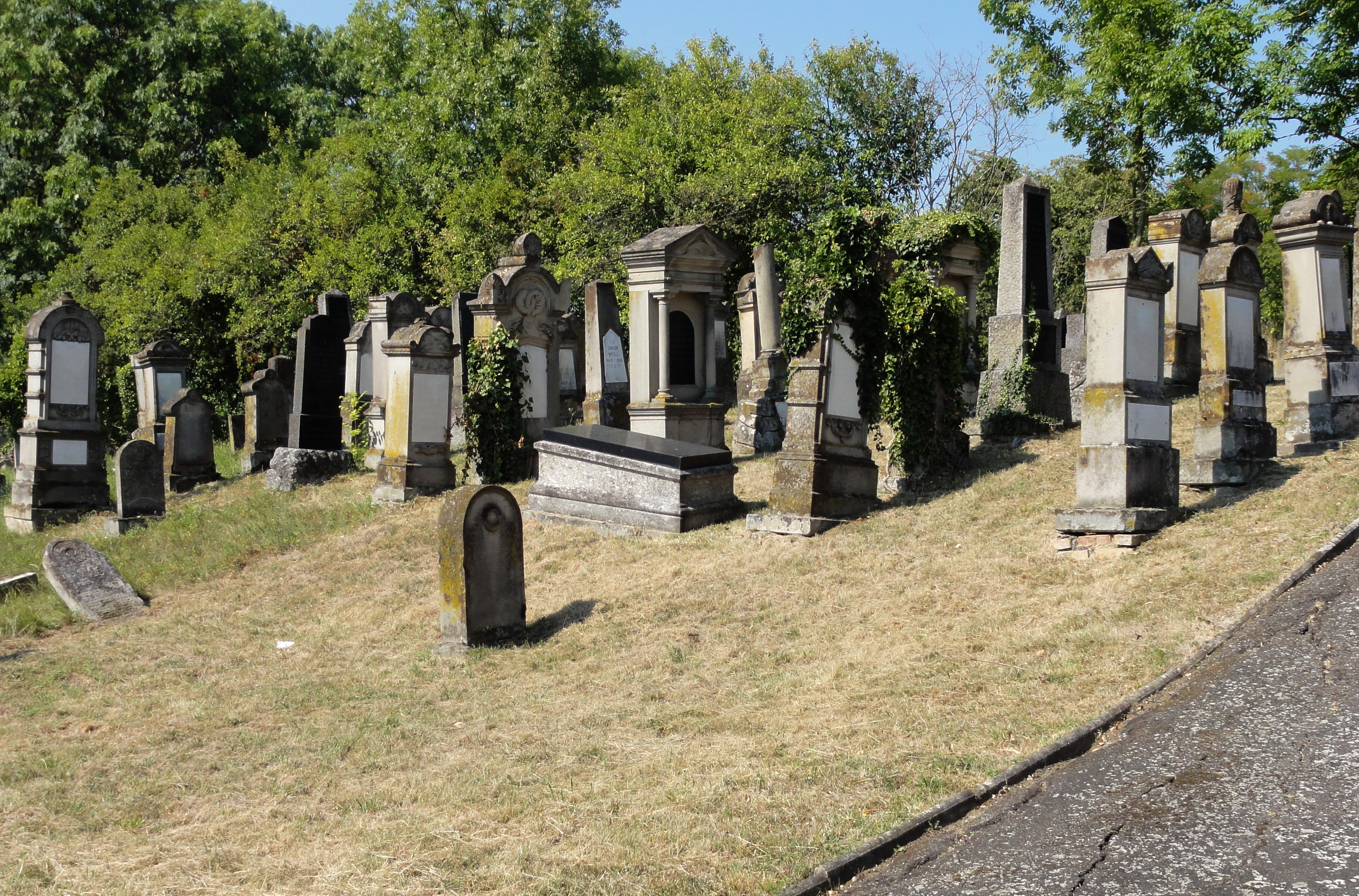
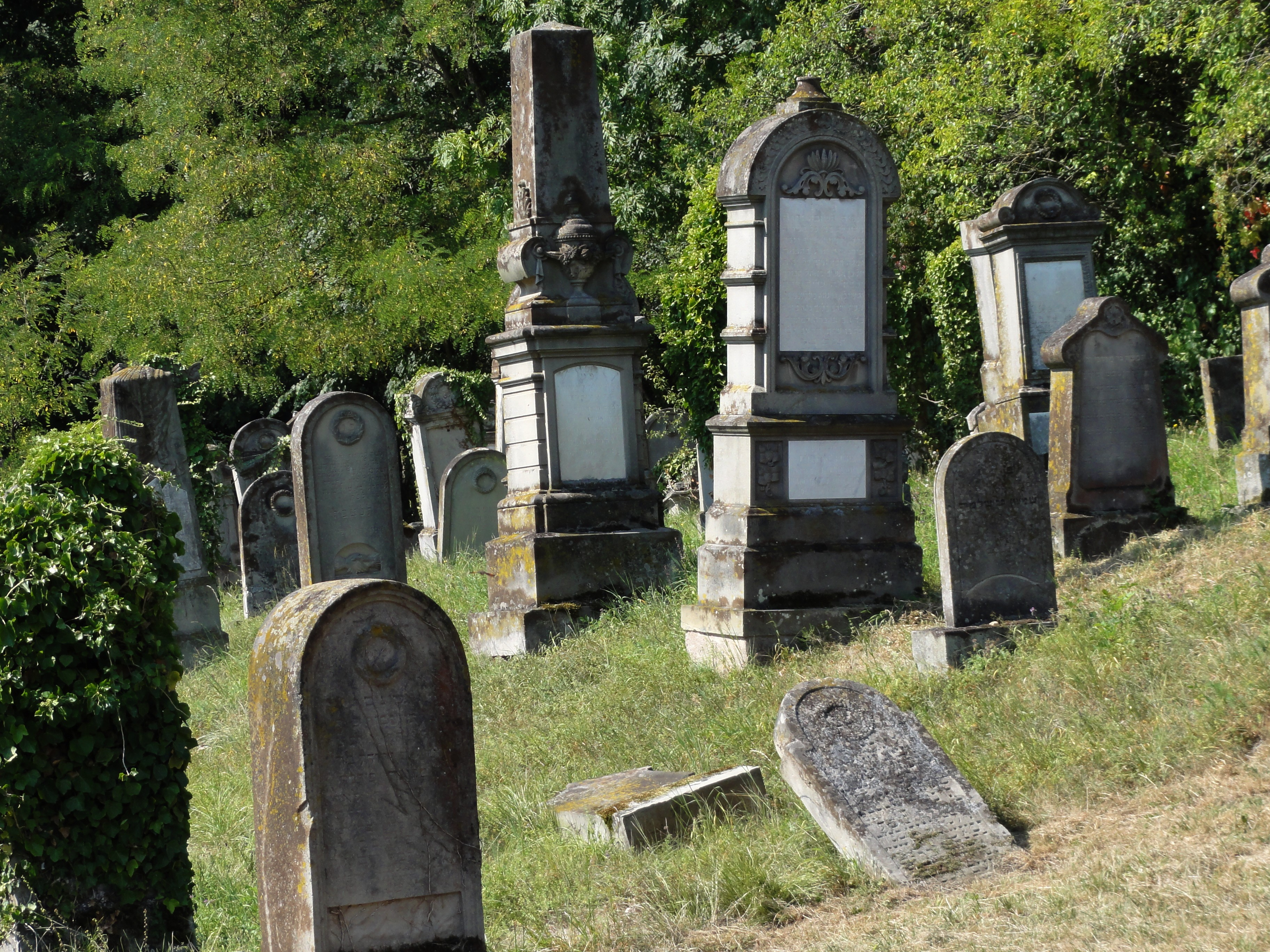
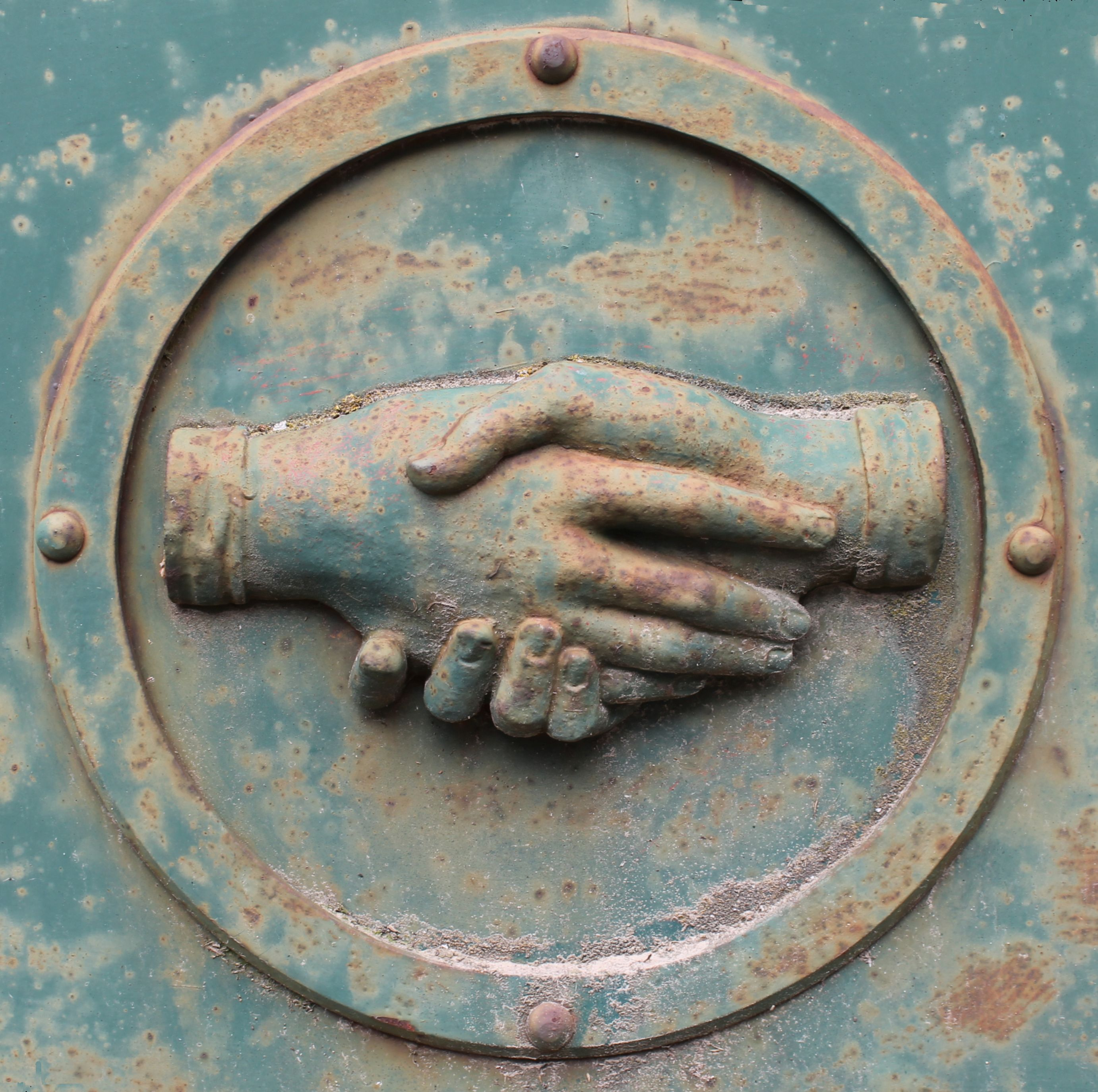

### Profanation du cimetière juif

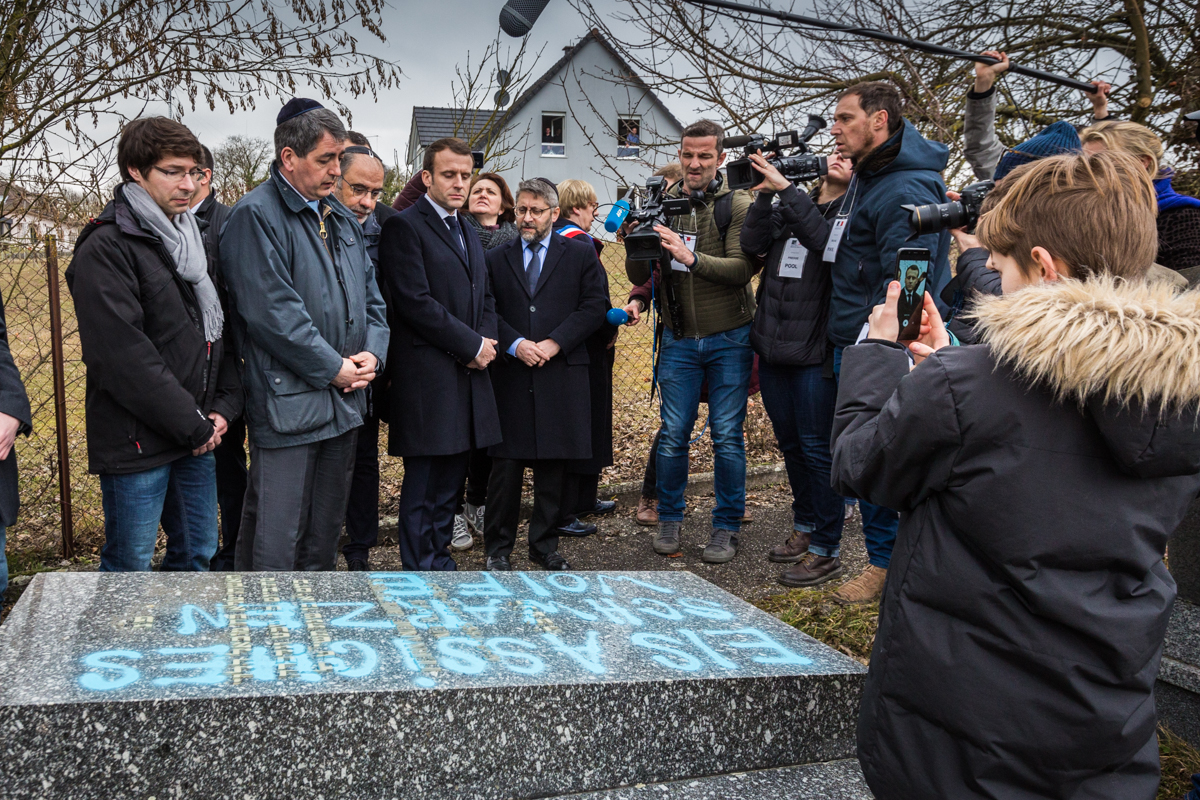
Emmanuel Macron et le grand-rabbin Korsia au cimetière juif de Quatzenheim le 19 février 2019.

Dans la nuit du 18 au 19 février 2019, quatre-vingt seize tombes du cimetière juif de Quatzenheim sont profanées. Les tombes ont été marquées de croix gammées bleues ou jaunes. Une sépulture porte l’inscription Elsassisches Schwarzen Wolfe (sic), ce qui signifie « Les loups noirs alsaciens ».
Le président de la République Emmanuel Macron, accompagné du grand rabbin de France Haïm Korsia et du ministre de l’Intérieur Christophe Castaner se recueillent le jour même devant les tombes.

## Événements et fêtes à Quatzenheim
- Le premier weekend du mois d'octobre : messti du village.
- En mai, généralement le premier dimanche du mois, se déroule le marché aux puces[29].
- Le 2e samedi de décembre ont lieu « les fermes de Noël » : exposants, artistes, soupe aux pois et soupe du soleil.
- En juin a lieu le « Trail du Kochersberg » : randonnées et courses nature de 17 et 26 km ; concert rock, tartes flambées.